# Associazione Sportiva Roma 1989-1990
Questa voce raccoglie le informazioni riguardanti l'Associazione Sportiva Roma nelle competizioni ufficiali della stagione 1989-1990.

## Stagione
Persa la qualificazione alla Coppa UEFA dopo lo spareggio con la Fiorentina al termine del campionato 1988-89, dopo il definitivo addio di Nils Liedholm la società giallorossa ingaggiò Luigi Radice come allenatore, il quale inizialmente non era ben visto dalla tifoseria, ma si guadagnò ben presto un'ottima stima. A livello di acquisti, fu preso il tedesco Berthold dal Verona, il portiere Giovanni Cervone, e il difensore Antonio Comi. In Coppa Italia, la Roma accedette alla fase a gironi eliminando Modena e Palermo.
In questa stagione, la squadra disputò tutte le gare interne allo Stadio Flaminio, causa la ristrutturazione dell'Olimpico per il Mondiale di Italia '90. Il Flaminio sembrò portare fortuna alla squadra capitolina, che si ritrovò quasi sempre a ridosso delle prime, fino a centrare tranquillamente l'obiettivo di entrare in zona UEFA. Il campionato regalò ai giallorossi anche la soddisfazione di aver totalizzato 3 punti su 4 nei derby. Nella fase a gruppi della coppa nazionale, la Roma - abbinata ad Ascoli e Inter - superò i nerazzurri soltanto grazie al sorteggio; in semifinale, fu battuta dalla Juventus. Il piazzamento finale del campionato risultò essere un sesto posto, sufficiente per accedere alla Coppa UEFA.

## Divise e sponsor

La squadra in precampionato al Memorial Pier Cesare Baretti con la seconda divisa bianca

Lo sponsor tecnico è NR, lo sponsor ufficiale è Barilla. La prima divisa è costituita da maglia rossa con colletto a polo giallo, pantaloncini rossi e calzettoni rossi bordati di giallo. In trasferta i Lupi usano una maglia bianca con colletto a polo rosso, pantaloncini bianchi, calzettoni bianchi bordati di rosso. I portieri usano una divisa costituita pantaloncini e calzettoni neri abbinati a maglie con colletto a polo grigia, in alternativa viene usata una divisa formata da maglia nera con maniche e decorazioni azzurre, pantaloncini neri e calzettoni bianchi.
| Casa | Alternativa | Trasferta | 1ª portiere | 2ª portiere |

## Organigramma societario
Di seguito l'organigramma societario.
Area direttiva
Presidente: Dino Viola
Area tecnica
Direttore sportivo: Emiliano Mascetti
Allenatore: Luigi Radice
Area sanitaria
Medico sociale: Ernesto Alicicco

## Rosa
Di seguito la rosa.
| N. |                           | Ruolo | Calciatore           |
| -- | ------------------------- | ----- | -------------------- |
|    | Italia (bandiera)         | P     | Luca Alidori         |
|    | Italia (bandiera)         | P     | Giovanni Cervone     |
|    | Italia (bandiera)         | P     | Franco Tancredi      |
|    | Italia (bandiera)         | P     | Ferro Tontini        |
|    | Germania Ovest (bandiera) | D     | Thomas Berthold      |
|    | Italia (bandiera)         | D     | Andrea Borsa         |
|    | Italia (bandiera)         | D     | Ugo Cipelli          |
|    | Italia (bandiera)         | D     | Antonio Comi         |
|    | Italia (bandiera)         | D     | Manuel Gerolin       |
|    | Italia (bandiera)         | D     | Gabriele Grossi      |
|    | Italia (bandiera)         | D     | Lionello Manfredonia |
|    | Italia (bandiera)         | D     | Sebastiano Nela      |
|    | Italia (bandiera)         | D     | Stefano Pellegrini   |
|    | Italia (bandiera)         | D     | Fabio Petruzzi       |
|    | Italia (bandiera)         | D     | Antonio Tempestilli  |
|    | Italia (bandiera)         | C     | Daniele Berretta     |

| N. |                           | Ruolo | Calciatore                   |
| -- | ------------------------- | ----- | ---------------------------- |
|    | Italia (bandiera)         | C     | Bruno Conti                  |
|    | Italia (bandiera)         | C     | Alessandro Cucciari          |
|    | Italia (bandiera)         | C     | Fabrizio Di Mauro            |
|    | Italia (bandiera)         | C     | Stefano Desideri             |
|    | Italia (bandiera)         | C     | Giuseppe Giannini (capitano) |
|    | Italia (bandiera)         | C     | Stefano Impallomeni          |
|    | Italia (bandiera)         | C     | Giampiero Maini              |
|    | Italia (bandiera)         | C     | Giovanni Piacentini          |
|    | Italia (bandiera)         | C     | Alessio Scarchilli           |
|    | Italia (bandiera)         | C     | Francesco Statuto            |
|    | Italia (bandiera)         | A     | Leonardo Aiello              |
|    | Italia (bandiera)         | A     | Roberto Muzzi                |
|    | Italia (bandiera)         | A     | Ruggiero Rizzitelli          |
|    | Germania Ovest (bandiera) | A     | Rudi Völler                  |
|    | Italia (bandiera)         | A     | Paolo Baldieri               |

## Calciomercato
Di seguito il calciomercato.

### Sessione estiva
| Acquisti | Acquisti            | Acquisti  | Acquisti      |
| R.       | Nome                | da        | Modalità      |
| -------- | ------------------- | --------- | ------------- |
| P        | Giovanni Cervone    | Verona    | definitivo    |
| D        | Antonio Comi        | Torino    | definitivo    |
| D        | Thomas Berthold     | Verona    | definitivo    |
| D        | Stefano Pellegrini  | Sampdoria | definitivo    |
| C        | Stefano Impallomeni | Parma     | fine prestito |
| A        | Paolo Baldieri      | Avellino  | definitivo    |

| Cessioni | Cessioni         | Cessioni      | Cessioni      |
| R.       | Nome             | a             | Modalità      |
| -------- | ---------------- | ------------- | ------------- |
| P        | Alberto Menotti  | ?             | ?             |
| P        | Angelo Peruzzi   | Verona        | prestito      |
| D        | Fulvio Collovati | Genoa         | definitivo    |
| D        | Moreno Ferrario  | Avellino      | definitivo    |
| D        | Emidio Oddi      | Udinese       | definitivo    |
| C        | Andrade          | Vasco da Gama | definitivo    |
| C        | Roberto Policano | Torino        | definitivo    |
| A        | Daniele Massaro  | Milan         | fine prestito |
| A        | Renato           | Flamengo      | definitivo    |

### Sessione autunnale
| Acquisti | Acquisti            | Acquisti | Acquisti   |
| R.       | Nome                | a        | Modalità   |
| -------- | ------------------- | -------- | ---------- |
| C        | Giovanni Piacentini | Padova   | definitivo |

| Cessioni | Cessioni | Cessioni | Cessioni |
| R.       | Nome     | a        | Modalità |
| -------- | -------- | -------- | -------- |

## Risultati

### Serie A

#### Girone di andata
| Arbitro: | Luci (Firenze) |

|              |           |                 |
| Simonini 45’ | Marcatori | 31’ Tempestilli |

| Pescara 3 settembre 1989, ore 16:30 2ª giornata | Roma               | 0 – 0 referto | Ascoli | Stadio Adriatico (circa 16.000 spett.)\| Arbitro: \| Di Cola (Avezzano) \| |
| Arbitro:                                        | Di Cola (Avezzano) |               |        |                                                                            |

| Arbitro: | Cornieti (Forlì) |

|  |           |                        |
|  | Marcatori | 60’ (rig.), 82’ Völler |

| Arbitro: | Pairetto (Torino) |

|                                                  |           |             |
| Desideri 14’ Gerolin 17’ Berthold 27’ Völler 53’ | Marcatori | 9’ Caniggia |

| Arbitro: | Luci (Firenze) |

|               |           |                                  |
| João Paulo 7’ | Marcatori | 54’ (aut.) Brambati 78’ Desideri |

| Arbitro: | Beschin (Legnago) |

|              |           |  |
| Desideri 62’ | Marcatori |  |

| Arbitro: | Lo Bello (Siracusa) |

|                              |           |  |
| Matthäus 25’, 57’ Brehme 38’ | Marcatori |  |

| Arbitro: | Magni (Bergamo) |

|          |           |                     |
| Comi 10’ | Marcatori | 54’ (rig.) Maradona |

| Arbitro: | D'Elia (Salerno) |

|                |           |  |
| Van Basten 82’ | Marcatori |  |

| Arbitro: | Felicani (Bologna) |

|                             |           |             |
| Giannini 25’ Rizzitelli 39’ | Marcatori | 83’ Levanto |

| Arbitro: | Pairetto (Torino) |

|                                         |           |                             |
| Salsano 23’ Mancini 43’ Vialli 56’, 86’ | Marcatori | 49’ Desideri 74’ Rizzitelli |

| Arbitro: | D'Elia (Salerno) |

|              |           |             |
| Giannini 83’ | Marcatori | 64’ Bertoni |

| Arbitro: | F. Baldas (Trieste) |

|                                |           |                         |
| Pusceddu 53’ D. Pellegrini 62’ | Marcatori | 63’ Völler 65’ Desideri |

| Arbitro: | Beschin (Legnago) |

|                |           |                            |
| Battistini 55’ | Marcatori | 7’ Desideri 44’ Rizzitelli |

| Arbitro: | Cornieti (Forlì) |

|                                     |           |                         |
| Desideri 34’ Völler 44’, 50’ (rig.) | Marcatori | 35’ Bonomi 40’ Piccioni |

| Arbitro: | Agnolin (Bassano dl Grappa) |

|              |           |  |
| Desideri 68’ | Marcatori |  |

| Arbitro: | D'Elia (Salerno) |

|                 |           |                |
| Nela 51’ (aut.) | Marcatori | 89’ Rizzitelli |

#### Girone di ritorno
| Arbitro: | Luci (Firenze) |

|                                        |           |           |
| Berthold 15’ Völler 74’ Rizzitelli 90’ | Marcatori | 85’ Balbo |

| Arbitro: | F. Baldas (Trieste) |

|                   |           |                 |
| W. Casagrande 21’ | Marcatori | 46’ Tempestilli |

| Arbitro: | Nicchi (Empoli) |

|  |           |              |
|  | Marcatori | 15’ Aguilera |

| Arbitro: | Beschin (Legnago) |

|                                          |           |  |
| Bonacina 22’ Bortolazzi 79’ Caniggia 90’ | Marcatori |  |

| Arbitro: | Luci (Firenze) |

|             |           |  |
| Gerolin 78’ | Marcatori |  |

| Cesena 4 febbraio 1990, ore 15:00 23ª giornata | Cesena              | 0 – 0 referto | Roma | Stadio Dino Manuzzi (circa 17.000 spett.)\| Arbitro: \| F. Baldas (Trieste) \| |
| Arbitro:                                       | F. Baldas (Trieste) |               |      |                                                                                |

| Arbitro: | Lo Bello (Siracusa) |

|                 |           |               |
| Tempestilli 50’ | Marcatori | 10’ Klinsmann |

| Arbitro: | Luci (Firenze) |

|                                            |           |         |
| Maradona 54’ (rig.), 72’ (rig.) Careca 61’ | Marcatori | 4’ Nela |

| Arbitro: | Pairetto (Torino) |

|  |           |                                                       |
|  | Marcatori | 34’ (aut.) Tempestilli 38’, 57’ Van Basten 89’ Simone |

| Arbitro: | Beschin (Legnago) |

|  |           |                       |
|  | Marcatori | 8’ Gerolin 14’ Völler |

| Arbitro: | Stafoggia (Pesaro) |

|           |           |                |
| Conti 33’ | Marcatori | 77’ Vierchowod |

| Arbitro: | F. Baldas (Trieste) |

|  |           |            |
|  | Marcatori | 30’ Völler |

| Arbitro: | Frigerio (Milano) |

|                                             |           |                         |
| Conti 16’ Völler 27’, 58’ Desideri 73’, 76’ | Marcatori | 79’ Magrin 86’ Pusceddu |

| Roma 8 aprile 1990, ore 15:30 31ª giornata | Roma                | 0 – 0 referto | Fiorentina | Stadio Flaminio\| Arbitro: \| Lo Bello (Siracusa) \| |
| Arbitro:                                   | Lo Bello (Siracusa) |               |            |                                                      |

| Arbitro: | Agnolin (Bassano del Grappa) |

|  |           |            |
|  | Marcatori | 81’ Völler |

| Arbitro: | Beschin (Legnago) |

|               |           |            |
| Casiraghi 69’ | Marcatori | 64’ Völler |

| Arbitro: | Stafoggia (Pesaro) |

|                        |           |                     |
| Völler 5’ Giannini 20’ | Marcatori | 3’ Galvani 48’ Waas |

### Coppa Italia

#### Turni preliminari
| Arbitro: | Pairetto (Torino) |

|                                        |           |  |
| Desideri 34’ Rizzitelli 37’ Völler 50’ | Marcatori |  |

| Arbitro: | Quartuccio (Torre Annunziata) |

|                                             |           |  |
| Völler 15’ Giannini 27’ Rizzitelli 55’, 73’ | Marcatori |  |

#### Fase a gruppi - Gruppo A
| Arbitro: | Quartuccio (Torre Annunziata) |

|                                        |           |  |
| Di Mauro 14’ Desideri 24’ Giannini 37’ | Marcatori |  |

| Arbitro: | Amendolia (Messina) |

|                                        |           |              |
| A. Serena 26’, 68’ Matthäus 80’ (rig.) | Marcatori | 59’ Di Mauro |

#### Semifinale
| Arbitro: | Sguizzato (Verona) |

|                   |           |  |
| Casiraghi 5’, 84’ | Marcatori |  |

| Arbitro: | Agnolin (Bassano del Grappa) |

|                                                   |           |                           |
| Di Mauro 9’ D. Bonetti 27’ (aut.) Tempestilli 73’ | Marcatori | 51’ Alessio 64’ Schillaci |

## Statistiche

### Statistiche di squadra
Statistiche aggiornate al 29 aprile 1990.
| Competizione | Punti | In casa | In casa | In casa | In casa | In casa | In casa | In trasferta | In trasferta | In trasferta | In trasferta | In trasferta | In trasferta | Totale | Totale | Totale | Totale | Totale | Totale | DR  |
| Competizione | Punti | G       | V       | N       | P       | Gf      | Gs      | G            | V            | N            | P            | Gf           | Gs           | G      | V      | N      | P      | Gf     | Gs     | DR  |
| ------------ | ----- | ------- | ------- | ------- | ------- | ------- | ------- | ------------ | ------------ | ------------ | ------------ | ------------ | ------------ | ------ | ------ | ------ | ------ | ------ | ------ | --- |
| Serie A      | 41    | 17      | 8       | 7       | 2       | 26      | 18      | 17           | 6            | 6            | 5            | 19           | 22           | 34     | 14     | 13     | 7      | 45     | 40     | +5  |
| Coppa Italia |       | 4       | 4       | 0       | 0       | 13      | 2       | 2            | 0            | 0            | 2            | 1            | 5            | 6      | 4      | 0      | 2      | 14     | 7      | +7  |
| Totale       |       | 21      | 12      | 7       | 2       | 39      | 20      | 19           | 6            | 6            | 7            | 20           | 27           | 40     | 18     | 13     | 9      | 59     | 47     | +12 |

### Andamento in campionato
| Giornata  | 1 | 2 | 3 | 4 | 5 | 6 | 7 | 8 | 9 | 10 | 11 | 12 | 13 | 14 | 15 | 16 | 17 | 18 | 19 | 20 | 21 | 22 | 23 | 24 | 25 | 26 | 27 | 28 | 29 | 30 | 31 | 32 | 33 | 34 |
| --------- | - | - | - | - | - | - | - | - | - | -- | -- | -- | -- | -- | -- | -- | -- | -- | -- | -- | -- | -- | -- | -- | -- | -- | -- | -- | -- | -- | -- | -- | -- | -- |
| Luogo     | T | C | T | C | T | C | T | C | T | C  | T  | C  | T  | T  | C  | C  | T  | C  | T  | C  | T  | C  | T  | C  | T  | C  | T  | C  | T  | C  | C  | T  | T  | C  |
| Risultato | N | N | V | V | V | V | P | N | P | V  | P  | N  | N  | V  | V  | V  | N  | V  | N  | P  | P  | V  | N  | N  | P  | P  | V  | N  | V  | V  | N  | V  | N  | N  |
| Posizione | 6 | 6 | 4 | 3 | 2 | 1 | 3 | 4 | 5 | 4  | 5  | 6  | 7  | 5  | 3  | 2  | 3  | 3  | 5  | 5  | 6  | 6  | 6  | 6  | 6  | 6  | 6  | 6  | 6  | 6  | 6  | 6  | 6  | 6  |

Legenda:

Luogo: C = Casa; T = Trasferta. Risultato: V = Vittoria; N = Pareggio; P = Sconfitta.

### Statistiche dei giocatori
Di seguito le statistiche dei giocatori.
| Giocatore      | Serie A  | Serie A | Serie A     | Serie A    | Coppa Italia | Coppa Italia | Coppa Italia | Coppa Italia | Totale   | Totale | Totale      | Totale     |
| Giocatore      | Presenze | Reti    | Ammonizioni | Espulsioni | Presenze     | Reti         | Ammonizioni  | Espulsioni   | Presenze | Reti   | Ammonizioni | Espulsioni |
| -------------- | -------- | ------- | ----------- | ---------- | ------------ | ------------ | ------------ | ------------ | -------- | ------ | ----------- | ---------- |
| L. Alidori     | 0        | -0      | 0           | 0          | -            | -            | -            | -            | 0        | -0     | 0           | 0          |
| G. Cervone     | 27       | -36     | 1           | 0          | 6            | -7           | ?            | ?            | 33       | -43    | 1+          | 0+         |
| F. Tancredi    | 7        | -4      | 0           | 0          | 0            | -0           | ?            | ?            | 7        | -4     | 0+          | 0+         |
| F. Tontini     | 1        | -0      | 0           | 0          | -            | -            | -            | -            | 1        | -0     | 0           | 0          |
| T. Berthold    | 32       | 2       | 5           | 0          | 6            | 0            | ?            | ?            | 38       | 2      | 5+          | 0+         |
| A. Borsa       | -        | -       | -           | -          | -            | -            | -            | -            | -        | -      | -           | -          |
| U. Cipelli     | -        | -       | -           | -          | -            | -            | -            | -            | -        | -      | -           | -          |
| A. Comi        | 31       | 1       | 8           | 1          | 6            | 0            | ?            | ?            | 37       | 1      | 8+          | 1+         |
| M. Gerolin     | 24       | 3       | 7           | 0          | 5            | 0            | ?            | ?            | 29       | 3      | 7+          | 0+         |
| G. Grossi      | -        | -       | -           | -          | -            | -            | -            | -            | -        | -      | -           | -          |
| L. Manfredonia | 15       | 0       | 6           | 1          | 2            | 0            | ?            | ?            | 17       | 0      | 6+          | 1+         |
| S. Nela        | 30       | 1       | 7           | 0          | 6            | 0            | ?            | ?            | 36       | 1      | 7+          | 0+         |
| S. Pellegrini  | 18       | 0       | 5           | 1          | 5            | 0            | ?            | ?            | 23       | 0      | 5+          | 1+         |
| F. Petruzzi    | 1        | 0       | 0           | 0          | -            | -            | -            | -            | 1        | 0      | 0           | 0          |
| A. Tempestilli | 28       | 3       | 6           | 0          | 6            | 1            | ?            | ?            | 34       | 4      | 6+          | 0+         |
| D. Berretta    | -        | -       | -           | -          | -            | -            | -            | -            | -        | -      | -           | -          |
| B. Conti       | 21       | 2       | 2           | 0          | 1            | 0            | ?            | ?            | 22       | 2      | 2+          | 0+         |
| A. Cucciari    | 6        | 0       | 0           | 0          | 1            | 0            | ?            | ?            | 7        | 0      | 0+          | 0+         |
| F. Di Mauro    | 28       | 0       | 7           | 0          | 6            | 3            | ?            | ?            | 34       | 3      | 7+          | 0+         |
| S. Desideri    | 26       | 10      | 4           | 0          | 6            | 2            | ?            | ?            | 32       | 12     | 4+          | 0+         |
| G. Giannini    | 31       | 3       | 6           | 0          | 5            | 2            | ?            | ?            | 36       | 5      | 6+          | 0+         |
| S. Impallomeni | 5        | 0       | 0           | 0          | 1            | 0            | ?            | ?            | 6        | 0      | 0+          | 0+         |
| G. Maini       | -        | -       | -           | -          | -            | -            | -            | -            | -        | -      | -           | -          |
| G. Piacentini  | 16       | 0       | 2           | 0          | 1            | 0            | ?            | ?            | 17       | 0      | 2+          | 0+         |
| A. Scarchilli  | -        | -       | -           | -          | -            | -            | -            | -            | -        | -      | -           | -          |
| F. Statuto     | -        | -       | -           | -          | -            | -            | -            | -            | -        | -      | -           | -          |
| L. Aiello      | -        | -       | -           | -          | -            | -            | -            | -            | -        | -      | -           | -          |
| R. Muzzi       | 1        | 0       | 0           | 0          | -            | -            | -            | -            | 1        | 0      | 0           | 0          |
| R. Rizzitelli  | 34       | 5       | 1           | 0          | 6            | 3            | ?            | ?            | 40       | 8      | 1+          | 0+         |
| R. Völler      | 32       | 14      | 4           | 1          | 6            | 2            | ?            | ?            | 38       | 16     | 4+          | 1+         |
| P. Baldieri    | 11       | 0       | 1           | 0          | 1            | 0            | ?            | ?            | 12       | 0      | 1+          | 0+         |

## Giovanili

### Piazzamenti
- Primavera:
  - Campionato Primavera: Vincitore
  - Coppa Italia Primavera
  - Torneo di Viareggio: Quarto posto

### Videografia
- Manuela Romano (a cura di), La storia della A.S. Roma (10 DVD-Video), Corriere dello Sport, Rai Trade, 2006.